# Арімінський собор
44°03′38″ пн. ш. 12°33′52″ сх. д. / 44.060694° пн. ш. 12.564375° сх. д.Арімінський собор, також відомий за сучасною назвою міста як Собор в Ріміні, був ранньохристиянським церковним синодом.
У 358 р. римський імператор Констанцій II попросив дві ради, один із західних єпископів в Арімінумі та один зі східних єпископів (запланований у Нікомедії, але фактично проходив у Селевкії Ісаврії), щоб вирішити аріанську суперечку щодо природи божественності Ісуса Христа., який розділив церкву IV ст.
У липні 359 р. зібрався західний собор (з близько 300  або понад 400 єпископів). Незабаром Урсакій із Сингідунума та Валент із Мурси запропонували новий символ віри, складений на Четвертому Сірмійському соборі в 359 році, але не представлений там, вважаючи, що Син подібний до Батька «згідно з писанням», і уникаючи суперечливих термінів «те саме речовина» та «подібна речовина». Інші підтримували віру в Нікеї.
Противники Сірмію написали листа до імператора Констанція, вихваляючи Нікею та засуджуючи будь-який її перегляд, ще до того, як багато з них залишили раду. Тоді прихильники Сірмію видали новий символ віри і відправили його через Італію.
Рада вважалася поразкою для тринітаризму, і святий Ієронім писав: «Весь світ застогнав і був вражений, виявивши себе аріаном».
Папа Римський Ліберій відхилив нове віровчення, що спонукало Фебадія Агенського і Серватія Тонгеренського відмовитися від підтримки гомоян.  Прихильники Сірмію скинули Ліберія і знову призначили на його місце Фелікса Римського.
Після цього відбулися дві ради в Ніке (на південний схід від Адріанополя) і в Константинополі.
Серед тих, хто підтримує Символ віри, складений у Сірміумі, були:
- Урсацій Сингідунум[2]
- Валент Мурсійський[2]
- Герміній Сірмійський[2]
- Авксентій Міланський[2]
- Демофіл Берійський[2]
- Гай Паннонський[2][5]

Серед тих, хто підтримував Нікейський символ віри:
- Фебадій Агенський (помер близько 392 р.)
- Серватій Тонгеренський (помер 13 травня 384 р.)
- Гавденцій Арімінський (помер 14 жовтня 360 р.)
- Марсіаліс Форлійський
- Реститут Карфагенський

## Зовнішні посилання
- Католицька енциклопедія : Собор Ріміні